# Eugeniusz Szyr

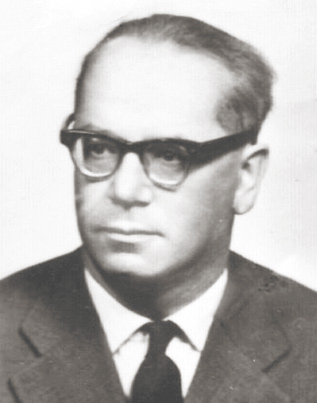
Eugeniusz Szyr (1964)

Eugeniusz Szyr (* 16. April 1915 in Łodygowice; † 15. Januar 2000 in Warschau) war ein Politiker der Polnischen Vereinigten Arbeiterpartei PZPR (Polska Zjednoczona Partia Robotnicza) in der Volksrepublik Polen, der mehrmals Minister sowie zwischen 1959 und 1972 Vizepräsident des Ministerrates war.

## Leben
Eugeniusz Szyr, der jüdischer Abstammung war, trat 1934 der Kommunistischen Partei Polens KPP (Komunistyczna Partia Polski) bei und nahm zwischen 1937 und 1939 als Angehöriger der Internationalen Brigaden am Spanischen Bürgerkrieg teil. Im Anschluss befand er sich von 1940 bis 1943 in Frankreich und Algerien in Haft. 1943 gelang es ihm, in die Sowjetunion zu gelangen und sich der 1. polnischen Armee in der anzuschließen. Im Rang eines Majors war er dort zwischen 1944 und 1945 unter anderem Stellvertretender Leiter der Abteilung Aufklärung im polnischen Partisanenstab und zuletzt Mitarbeiter der Politischen Abteilung der Armee. 1944 trat er als Mitglied der Polnischen Arbeiterpartei PPR (Polska Partia Robotnicza) bei.
Szyr war nach seiner Rückkehr nach Polen zunächst von 1946 bis 1947 Staatssekretär im Ministerium für Industrie sowie anschließend zwischen 1947 und 1949 Staatssekretär im Ministerium für Industrie und Handel. Er trat 1948 der Polnischen Vereinigten Arbeiterpartei PZPR (Polska Zjednoczona Partia Robotnicza) bei. Er wurde auf deren I. (Gründungs-)Parteitag (15. bis 22. Dezember 1948) Mitglied des Zentralkomitee der Polnischen Vereinigten Arbeiterpartei (ZK der PZPR) und gehörte diesem Gremium bis zum IX. (Außerordentlichen) Parteitag (14. bis 20. Juli 1981) an. In den Jahren 1949 bis 1953 war er stellvertretender Vorsitzender der Staatskommission für Wirtschaftsplanung im Range eines Ministers in der ersten Regierung von Ministerpräsident Józef Cyrankiewicz. Am 20. November 1952 wurde er erstmals Mitglied des Sejm und gehörte diesem in der ersten Legislaturperiode als Vertreter des Wahlkreises Nr 54 Gliwice zunächst bis zum 20. November 1956 an. In der zweiten Regierung Cyrankiewicz fungierte er vom 13. März 1954 bis zum 11. Juli 1956 als Vorsitzender der Staatlichen Kommission für Wirtschaftsplanung (Przewodniczący Państwowej Komisji Planowania Gospodarczego) und dann zwischen dem 11. Juli 1956 und dem 13. November 1956 als Bauminister (Minister budownictwa).
Vom 27. Oktober 1959 bis zum 29. März 1972 war Eugeniusz Szyr als Stellvertretender Vorsitzender des Ministerrates Stellvertretender Ministerpräsident (Wicepremier) in den nachfolgenden Regierungen von Józef Cyrankiewicz und Piotr Jaroszewicz. Am 15. Januar 1961 wurde er abermals Mitglied des Sejm, dem er nunmehr als Vertreter des Wahlkreises Nr. 12 Bydgoszcz bis zum 29. April 1969 angehörte. In der dritten und vierten Legislaturperiode war er zwischen 1961 und 1969 Mitglied des Präsidiums der PZPR-Fraktion. 1962 wurde er des Weiteren Vorsitzender der Polnisch-Afrikanischen Freundschaftsgesellschaft sowie 1965 Vorsitzender des Polnischen Solidaritätsausschusses mit den Nationen Asiens, Afrikas und Lateinamerikas. Zugleich bekleidete er vom 29. Oktober 1963 bis zum 22. Dezember 1968 außerdem das Amt als Vorsitzender des Komitees für Wissenschaft und Technologie. Auf dem IV. Parteitag (15. bis 20. Juni 1964) wurde er ferner zum Mitglied des Politbüros des ZK der PZPR gewählt und gehörte diesem bis zum darauf folgenden V. Parteitag (11. bis 16. November 1968) an.
Szyr wurde am 28. März 1972 abermals Mitglied des Sejm und vertrat in diesem bis zum 10. Februar 1972 den Wahlkreis Nr. 6 Łódź-Śródmieście. Zugleich war er in der sechsten Wahlperiode zwischen 1972 und 1976 wieder Mitglied des Präsidiums der PZPR-Fraktion. Er war von 1972 bis 1976 Vorsitzender des Staatsrates für Materialwirtschaft und fungierte zudem in den Jahren 1972 bis 1990 als Vizepräsident des Generalrates des Verbandes der Kämpfer für Freiheit und Demokratie ZBoWiD (Związek Bojowników o Wolność i Demokrację). Er bekleidete anschließend vom 27. März 1976 bis zum 31. Oktober 1981 das Amt als Minister für Materialwirtschaft (Minister gospodarki materiałowej) in den Regierungen von Piotr Jaroszewicz, Edward Babiuch, Józef Pińkowski und Wojciech Jaruzelski. In den 1980er Jahren war er Vorsitzender der Nationalen Jarosław-Dąbrowski-Kommission im Hauptvorstand des ZBoWiD.

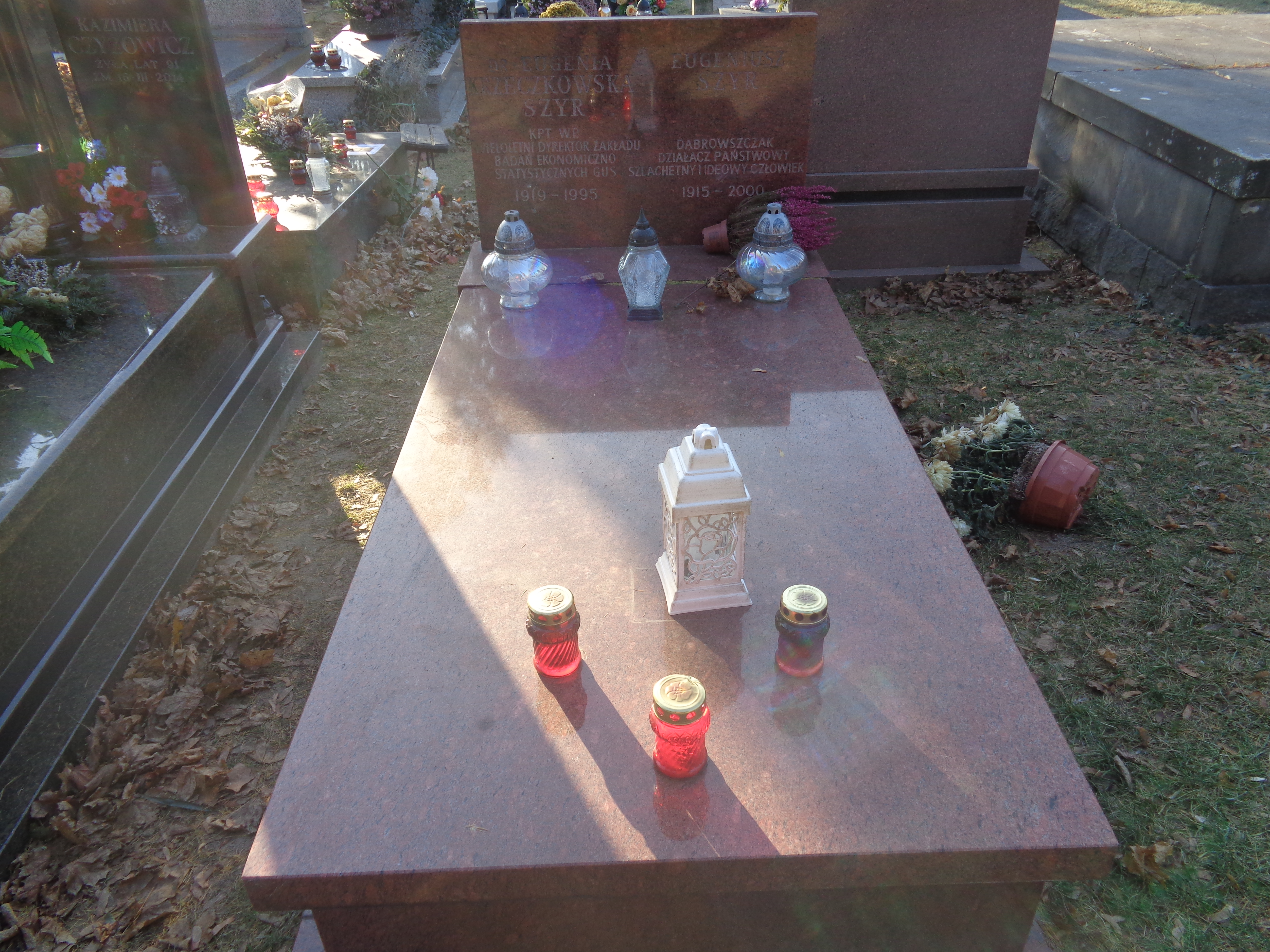
Grabstätte von Eugeniusz Szyr auf dem Powązki-Friedhof in Warschau.

Für seine Verdienste wurde Eugeniusz Szyr mehrmals ausgezeichnet und erhielt unter anderem den Orden Erbauer Volkspolens (Order Budowniczych Polski Ludowej), zwei Mal den Orden Banner der Arbeit (Order Sztandaru Pracy) Erster Klasse, den Orden Polonia Restituta (Order Odrodzenia Polski) als Offizier, Kommandeur und Kommandeur mit Stern, den Orden Kreuz von Grunwald (Order Krzyża Grunwaldu) Dritter und Zweiter Klasse, das Silberne Kreuz des Orden Virtuti Militari, das Verdienstkreuz der Volksrepublik Polen in Gold, die Medaille „Für deine und unsere Freiheit“ (Medal „Za waszą wolność i naszą“), die Medaille des Sieges und der Freiheit 1945 (Medal Zwycięstwa i Wolności 1945), die Medaille zum 10-jährigen Jubiläum Volkspolens (Medal 10-lecia Polski Ludowej) sowie die Jan-Krasicki-Auszeichnung in Gold (Odznaczenie im. Janka Krasickiego).
Nach seinem Tode wurde er auf dem Powązki-Friedhof in Warschau beigesetzt.